# Doraemon: Nobita và chuyến thám hiểm Nam Cực Kachi Kochi
Doraemon: Nobita và chuyến thám hiểm Nam Cực Kachi Kochi (Nhật: ドラえもん　のび太の南極カチコチ大冒険 Hepburn: Doraemon Nobita no Nankyoku Kachikochi Daibōken, Nobita no Nam Cực Kachikochi Đại mạo hiểm) là phim hoạt hình khoa học viễn tưởng thứ 37 trong series Phim điện ảnh Doraemon. Phim thực hiện bởi đạo diễn Takahashi Atsushi và được công chiếu vào ngày 4 tháng 3, 2017 tại Nhật Bản. Câu chuyện kể về chuyến phiêu lưu của nhóm bạn ở một trăm ngàn năm trước tại Nam Cực để giúp những người bạn từ hành tinh Hyoga Hyoga tiêu diệt Blizzaga - kẻ đã đóng băng hành tinh của họ. Chủ đề chính là "Tình bạn này, 100.000 (mười vạn) năm sau vẫn sẽ không đóng băng" (Nhật: 「その友情は、10万年先まで凍らない。」 Hepburn: Sono yūjō wa, jū man nen saki made kōranai). Ca khúc mở đầu phim là "Yume wo Kanaete Doraemon" (夢をかなえてドラえもん, dịch nghĩa Có Doraemon, giấc mơ thành hiện thực) và ca khúc kết thúc là Boku no kokoro o tsukutte yo (僕の心をつくってよ, dịch nghĩa Làm theo tim mình) do Hirai Ken trình bày. Tại Việt Nam, phim được khởi chiếu lần đầu vào ngày 26 tháng 5 năm 2017 với hai định dạng: phụ đề và lồng tiếng Việt. Phần lồng tiếng Việt được thực hiện bởi đội ngũ diễn viên lồng tiếng của công ty ACE Media. Sau này phiên bản lồng tiếng Việt được POPS Worldwide mua bản quyền và phát hành trên kênh YouTube POPS Kids vào ngày 15 tháng 5 năm 2024.

## Nội dung
Mùa hè oi bức khiến Nobita cảm thấy khó chịu chỉ muốn ăn đá bào. Doraemon đã đưa cậu đã đến một tảng băng trôi ở Nam Thái Bình Dương. Doraemon dùng bảo bối làm băng thành khu công viên giải trí sau đó rủ Shizuka, Jaian và Suneo đến cùng. Trong lúc mọi người vui chơi thỏa thích thì Nobita cảm thấy có gì đó bên trong đường hầm và cậu vô tình tìm thấy chiếc vòng màu vàng bí ẩn vùi trong lớp băng. Nobita đã dùng que băng tạo hình để lấy nó ra. Ngay sau đó lớp băng nứt khiến công trình cậu xây trở thành một đống đổ nát. Sau đó cậu đưa cho Doraemon kiểm tra chiếc vòng bằng Máy xác định niên đại thì phát hiện chiếc vòng có niên đại hơn một trăm ngàn năm về trước tại Nam Cực. Lần theo dấu vết cả nhóm phát hiện ra một di tích cung điện kì bí sau lớp băng sâu. Do hiện tại không có ai ở đây nên mọi người đã dùng Thắt lưng thời gian quay về một trăm ngàn năm trước để tìm hiểu. Họ phải đối mặt với Okutogon - Quái vật bảo vệ di tích cung điện, nó rất mạnh, điểm yếu là chỉ có âm thanh mới ngăn chặn,tiêu diệt được nó, biết được điểm yếu này Doraemon lấy ra bảo bối Loa phóng thanh tiêu diệt quái vật tần suất lớn và cộng thêm Jaian hát nên đã tiêu diệt thành công Okutogon, sau khi rời di tích cung điện trở về căn cứ, nhóm bạn làm quen được với Carla và Tiến sĩ Hyakkoi - người từ hành tinh Hyogahyoga đến Trái Đất để tìm chiếc nhẫn phong ấn sức mạnh của Blizzarga (氷の使者(ブリザーガ) - "Sứ giả băng giá") đang làm quê hương họ bị đóng băng, lúc này nhóm bạn cùng Carla và Tiến sĩ Hyakkoi trò chuyện. Hôm sau họ đến cung điện đó để tìm chiếc nhẫn. Qua nhiều trở ngại trong di tích cung điện đó, khi họ đang trên đường đi tìm thì Yamitem đã giả dạng thành Doraemon để làm hại mọi người bằng bẫy băng tuyết sắc nhọn. May mắn thay, Nobita đã nhận ra được Doraemon thật là ai khiến Yamitem nổi giận tấn công. Mọi người phải đóng băng nó mới thoát khỏi, Doraemon đã lập tức vô hiệu chiếc bẫy đó cứu được cả nhóm thoát khỏi nguy hiểm. Nhưng sau đó tiến sĩ thông báo phải trả lại chiếc nhẫn đó cho Blizzaga vì hắn sẽ sớm thức dậy sau khi thổi linh hồn vào nó. Sau đó mọi người trốn chạy hắn, lớp tuyết đang bị lỡ, Nobita trước khi dịch chuyển bằng bảo bối "Time Belt" (Thắt lưng Thời gian) lại để tuột tay Doraemon nên Doraemon bị bỏ lại một trăm ngàn năm trước. Sau khi đã an toàn, Jaian và Suneo đã đổ lỗi cho Carla vì lấy chiếc vòng mà Doraemon mất tích và Trái Đất đóng băng. Nhưng Nobita không chấp nhận mà còn muốn về lại quá khứ để cứu Doraemon và phong ấn Blizzaga. Và họ phát hiện ra Momosuke chính là Yukatan, ở một trăm ngàn năm trước Doraemon đã gửi pin dự phòng Thắt lưng thời gian cho Momosuke sau đó cho nó ngủ đông để một trăm ngàn năm sau đưa đến cho Nobita. Sau khi thay pin, mọi người đã cùng nhau trở lại cứu Doraemon, đồng thời Nobita và Carla đã cùng nhau dùng chiếc nhẫn phong ấn lại Blizzaga thành công. Cuối cùng, nhóm Doraemon trở về nơi cũ với những dấu ấn từ chuyến thám hiểm này.

## Sản xuất
Vào ngày 8 tháng 7 năm 2016 trên trang web chính thức của TV Asahi thông báo rằng vào ngày 22 tháng 7 năm 2016 sẽ có thông tin về phim mới năm sau. Vào ngày 15 tháng 7 năm 2016 tạp chí Coro Coro Comic của Shogakukan tiết lộ về phim và trong cùng ngày trang web chính thức phim được mở ra. Vào ngày 22 tháng 7 năm 2016 trailer phim đầu tiên được công bố.
Vào ngày 28 tháng 10 cùng năm Asada Mai và Oda Nobunari được bổ nhiệm vào "Đội cổ động Nam Cực Kachi Kochi" và cũng được phân công là diễn viên lồng tiếng cho nhân vật Pao Pao trong phim.
Ngày 1 tháng 12 năm 2016 công bố ca sĩ Hirai Ken trình bày ca khúc chủ đề.
| Nhân vật        | Diễn viên lồng tiếng   | Diễn viên lồng tiếng    |
| Nhân vật        | Nhật Bản               | Việt Nam                |
| --------------- | ---------------------- | ----------------------- |
| Doraemon        | Mizuta Wasabi          | Nguyễn Thụy Thùy Tiên   |
| Nobita          | Ohana Megumi           | Đặng Hoàng Khuyết       |
| Shizuka         | Kakazu Yumi            | Lưu Ái Phương           |
| Suneo           | Seki Tomokazu          | Thái Văn Minh Vũ        |
| Jaian           | Kimura Subaru          | Huỳnh Thiện Trung       |
| Dorami          | Chiaki                 | Nguyễn Kiều Oanh        |
| Mẹ Nobita       | Mitsuishi Kotono       | Phan Hoài Thương        |
| Ba Nobita       | Matsumoto Yasunori     | Nguyễn Trí Luân         |
| Carla           | Kugimiya Rie           | Phạm Thúy Hằng          |
| Tiến sĩ Hyakkoi | Namikawa Daisuke       | Đặng Hạnh Phúc          |
| Paopao          | Asada Mai Oda Nobunari | Tấn Phong Trần Vũ       |
| Okutogon        | Yagi Masumi            | Hồ Chơn Nhơn            |
| Yamitemu        | Takahashi Shigeo       | Chánh Tín               |
| Mosuke/Yukatan  | Endo Aya, Toyama Nao   | Trần Nguyễn Linh Phương |
| Blizzaga        | Hirahara Ayaka         | Nguyễn Quang Tuyên      |

## Phòng vé
Phim được công chiếu tại 371 màn hình bởi Toho phân phối, Doraemon: Nobita và chuyến thám hiểm Nam Cực Kachi Kochi đã thu được 6.1 triệu USD từ 592.036 lượt xem trong tuần đầu tiên và xếp hạng nhất trên bảng xếp hạng phòng vé ở Nhật Bản. Bộ phim Doraemon thứ 37 đã cho ra tổng doanh thu cao thứ nhì trong tuần thứ hai và cao nhất vào cuối tuần công chiếu thứ hai của bộ phim này.
Dưới đây là bảng cho thấy doanh thu và vị trí xếp hạng của bộ phim này vào các ngày cuối tuần ở Nhật Bản:
| #  | Xếp hạng | Ngày cuối tuần  | Tổng cuối tuần                 | Tổng cộng cho đến cuối tuần       |
| -- | -------- | --------------- | ------------------------------ | --------------------------------- |
| 1  | 1        | 04 - 05 tháng 3 | ¥ 691.813.500 (6,1 triệu USD)  | ¥ 691.813.500 (6,1 triệu USD)     |
| 2  | 2        | 11 - 12 tháng 3 | ¥ 507.416.050 (4,4 triệu USD)  | ¥ 1.335.367.550 (11,6 triệu USD)  |
| 3  | 3        | 18 - 19 tháng 3 | ¥ 381.033.500 (3,4 triệu USD)  | ¥ 1.883.054.900 (16,8 triệu USD)  |
| 4  | 4        | 25 - 26 tháng 3 | ¥ 304.031.100 (2,7 triệu USD)  | ¥ 2.646.925.600 (23,8 triệu USD)  |
| 5  | 4        | 01 - 02 tháng 4 | ¥ 278.872.700 ($2,5 triệu USD) | ¥ 3.537.579.600 ($31,7 triệu USD) |
| 6  | 5        | 08 - 09 tháng 4 | ¥ 166.112.900 ($1,5 triệu USD) | ¥ 4.038.973.500 ($36,3 triệu USD) |
| 7  | 6        | 15 - 16 tháng 4 | ¥ 71.000.000 ($655.000 USD)    | ¥ 4.140.000.000 ($37,3 triệu USD) |
| 8  | 10       | 22 - 23 tháng 4 | ¥ 39.704.100 ($361.000 USD)    | ¥ 4.197.254.100 ($37,8 triệu USD) |
| 9  | -        | 29 - 30 tháng 4 | ¥ 31.000.000 ($273.000 USD)    | ¥ 4.240.000.000 ($38,1 triệu USD) |
| 10 | -        | 06 - 07 tháng 5 | ¥ 32.000.000 ($282.000 USD)    | ¥ 4.340.000.000 ($38,9 triệu USD) |
| 11 | -        | 13 - 14 tháng 5 | ¥9,000,000 ($80,800 USD)       | ¥4,360,000,000 ($39.1 triệu USD)  |